# Đỗ Cao Trí
Đỗ Cao Trí (20 de noviembre de 1929-23 de febrero de 1971) fue un general del Ejército de la República de Vietnam (ARVN) conocido por su destreza en la lucha y su estilo extravagante. Trí comenzó en el ejército francés antes de pasar al Ejército Nacional de Vietnam y al ARVN. Bajo el mandato del presidente Ngô Đình Diệm, Trí fue el comandante del I Cuerpo, donde destacó por la dura represión de las manifestaciones budistas de derechos civiles contra el gobierno de Diệm. Más tarde, Trí participó en el golpe de Estado de noviembre de 1963, que tuvo como resultado el asesinato de Diệm el 2 de noviembre de 1963.

## Primeros años
Trí nació en Bình Tuoc, Biên Hòa, provincia de Đồng Nai, en la Indochina francesa, al noreste de Saigón. Su padre era un rico terrateniente y su abuelo fue mandarín de la Dinastía Nguyễn durante la época colonial francesa.
Obtuvo el bachillerato (parte II) en el instituto Petrus Ký de Saigón. Tras ingresar en las fuerzas coloniales francesas en 1947, se graduó en la clase de oficial Do Huu Vi y al año siguiente fue enviado a Auvour (Francia) para asistir a la escuela de infantería. En 1953, siendo oficial del Ejército Nacional de Vietnam, se graduó en la clase de Estado Mayor y Mando en Hanói. Su primer mando fue como joven oficial aerotransportado, y hasta su muerte sobrevivió a tres atentados contra su vida, lo que le llevó a creer que tenía una "inmunidad a la muerte en el campo de batalla".
Como joven teniente coronel, fue nombrado comandante de la Brigada Aerotransportada en 1954 y tuvo su base en Saigón. Hacia el final de la Batalla por Saigón de mayo de 1955, en la que el primer ministro Diệm afirmó su dominio sobre el Estado de Vietnam derrotando al sindicato del crimen organizado Bình Xuyên, algunos de los partidarios de Diệm intentaron actuar contra algunos generales a los que acusaban de dudosa lealtad. Cuando se enteró de que tres generales de alto rango, entre ellos Nguyễn Văn Vy, estaban detenidos en palacio por una de las facciones que apoyan al primer ministro Diệm, Trí les llamó por teléfono y les amenazó: "Liberad a los generales en media hora o destruiré el palacio y todo lo que hay dentro".
En 1958, asistió a la Escuela de Mando y Estado Mayor de Estados Unidos en Fort Leavenworth, Kansas. Ese mismo año se graduó en la Escuela de Operaciones Aéreas y Terrestres de Fort Kisler, Washington.

## Crisis budista
Durante la crisis budista de 1963, Trí adquirió gran notoriedad por su represión de las protestas budistas contra el régimen de Diệm en la región central de Vietnam. En Huế se prohibieron las manifestaciones y se ordenó a las fuerzas de Trí que arrestaran a quienes participaran en la desobediencia civil. A las 13:00 horas del 3 de junio, unos 1.500 manifestantes intentaron marchar hacia la pagoda Từ Đàm de Huế para celebrar una concentración, tras haberse reunido en el puente Bến Ngự, cerca del Río Perfume. Se produjo un enfrentamiento cuando los manifestantes intentaron cruzar el puente. Seis oleadas de gases lacrimógenos y perros de ataque del ARVN no consiguieron dispersar a la multitud. A las 18:30, el personal militar que se encontraba en el lugar de los hechos dispersó a la multitud vaciando viales de líquido rojo pardo sobre las cabezas de los manifestantes que rezaban, lo que provocó que 67 budistas fueran hospitalizados por lesiones químicas. Los síntomas consistían en graves ampollas en la piel y dolencias respiratorias. A medianoche, la tensión era máxima, ya que se decretó el toque de queda y la ley marcial. Circularon rumores de que tres personas habían sido asesinadas. Newsweek informó de que la policía había lanzado gas lacrimógeno a la multitud. El incidente hizo temer a los estadounidenses que se hubiera utilizado gas venenoso, y Estados Unidos amenazó con condenar públicamente y distanciarse de Saigón. Sin embargo, una investigación exoneró a las tropas del uso de gas vesicante o venenoso.
Las principales incursiones en Saigón fueron acompañadas de ataques en todo el país. Bajo el mandato de Trí, la violencia fue peor en Huế que en la capital. La aproximación de las fuerzas de Trí fue recibida con el toque de tambores y címbalos budistas para alertar a la población. Los habitantes de la ciudad abandonaron sus casas en plena noche para intentar defender las pagodas de la ciudad. En la pagoda de Từ Đàm, que era la base del principal líder activista budista, Thích Trí Quang, los monjes intentaron incinerar según su costumbre el ataúd de su colega que se había autoinmolado. Los soldados del ARVN, disparando rifles M1, invadieron la pagoda y confiscaron el ataúd. Derribaron una estatua de Buda Gautama y saquearon y vandalizaron la pagoda antes de detonar explosivos y arrasar gran parte de la pagoda. Varios budistas murieron a tiros o a garrotazos.
La resistencia más decidida se produjo en el exterior de la pagoda Diệu Đế en Huế. Cuando las tropas intentaron levantar una barricada en el puente que lleva a la pagoda, la multitud se enfrentó a los militares fuertemente armados con piedras, palos y sus propios puños, rechazando las granadas de gas lacrimógeno que les apuntaban. Tras una batalla de cinco horas, los militares finalmente tomaron el puente al amanecer conduciendo carros blindados a través de la multitud enfurecida. La defensa del puente y del Diệu Đế dejó un saldo estimado de 30 muertos y 200 heridos. Diez camiones cargados de defensores del puente fueron llevados a la cárcel y se calcula que 500 personas fueron detenidas en la ciudad. También fueron detenidos 17 de los 47 profesores de la Universidad de Huế, que habían dimitido a principios de semana en protesta por el despido del rector de la escuela, el padre Cao Văn Luân, sacerdote católico y opositor al hermano de Diệm, el arzobispo Pierre Martin Ngô-Dinh-Thuc. A pesar de su vigorosa aplicación de las políticas militares de Diệm contra los budistas en el centro de Vietnam, donde en palabras de Ellen Hammer, Trí "gobernaba... con mano de hierro", seguía implicado en conspiraciones contra el régimen incluso antes de los ataques a las pagodas.

## Golpe contra Diệm
Cuando Trí fue informado de que el golpe era inminente, abandonó Huế el 29 de octubre de 1963 para dirigirse a Đà Nẵng, para estar alejado de Ngô Đình Cẩn, el hermano menor de Diệm, que gobernaba el centro de Vietnam desde para la familia Ngô. El golpe se produjo el 1 de noviembre, con la ayuda de Trí, que provocó distracciones. Programó una reunión con el jefe de la provincia y otros funcionarios pro-Diệm durante el tiempo que duraría el golpe. Como resultado, los leales a Diệm quedaron atrapados en una sala de reuniones y no pudieron movilizar a las Juventudes Republicanas y a otros grupos paramilitares y activistas de la familia Ngô. Tras el golpe, multitudes enfurecidas rodearon la casa de la familia Ngô, donde vivían Cần y su anciana madre. Se acordó que la junta les daría un salvoconducto para salir del país. Trí le dijo a Cần que estaría a salvo y que lo llevarían a Saigón, donde estaría más seguro. Trí sólo pudo prometerle un salvoconducto en un avión estadounidense hasta la capital, donde los funcionarios de la embajada se reunirían con Cần, que quería asilo en Japón. Los estadounidenses entregaron a Cần a la junta, y fue ejecutado en 1964.
Tras el arresto y asesinato de Diệm a principios de noviembre de 1963, se presionó al nuevo régimen para que apartara del poder a los partidarios de Diệm. El enfoque del primer ministro Thơ para apartar a los partidarios de Diệm de los puestos de influencia suscitó críticas. Algunos consideraron que no fue lo suficientemente enérgico a la hora de apartar a los elementos pro-Diệm de la autoridad, pero los elementos pro-Diệm se opusieron al relevo, alegando algunos que era excesivo y vengativo. Uno de los que se opuso a la destitución fue Trí, que había adquirido notoriedad por sus medidas de represión antibudistas en la región central en torno a Huế. Fue trasladado al II Cuerpo en las Tierras Altas Centrales, directamente al sur de la región del I Cuerpo.

## Conflicto con Kỳ
Trí vivía de forma lujosa y ostentosa, lo que dio lugar a sospechas de corrupción. En 1965, intentó suicidarse durante una investigación del gobierno. Uno de los principales impulsores de la investigación fue el entonces Primer Ministro Nguyễn Cao Kỳ, entonces jefe de la fuerza aérea y principal figura de la junta militar en el poder. Ambos se convirtieron en rivales acérrimos, y Kỳ envió a Trí al exilio. En 1967, el general Nguyễn Văn Thiệu se convirtió en presidente y Kỳ en su adjunto. Thiệu envió a Trí a Corea del Sur como embajador de Vietnam.
La lucha de poder entre Thiệu y Kỳ jugó a favor de Trí. En el momento de la Ofensiva del Tet de los comunistas, Thieu estaba fuera de la capital, celebrando el año nuevo lunar en el Delta del Mekong. Kỳ, que seguía en Saigón, entró en escena, organizando las fuerzas militares contra los Viet Cong, que fueron rechazados temporalmente. Las tensas relaciones de Kỳ con Thiệu llevaron a los estadounidenses a presionar a Thiệu para que diera a Kỳ más responsabilidades, pero Thiệu se negó.
El régimen de Thiệu se volvió más proactivo, declarando la ley marcial, ampliando el reclutamiento y organizando campañas simbólicas contra la corrupción se llevaron a cabo. Thiệu utilizó la amenaza del Việt Cộng para aumentar su poder político, arrestando, exiliando o relevando a los oficiales superiores que apoyaban a Kỳ.

## Retorno al mando
Thiệu llamó a Trí desde Corea del Sur y lo nombró comandante del III Cuerpo, que rodeaba la capital Saigón y era crucial para bloquear u orquestar golpes de Estado. Trí sustituyó al teniente Lê Nguyên Khang, un destacado partidario de Kỳ. Thiệu daba órdenes directamente a sus partidarios en los puestos superiores, pasando por alto al propio superior de Trí, Cao Văn Viên. Según Creighton Abrams, jefe de las fuerzas estadounidenses en Vietnam en aquella época, "Trí cena con el presidente una o dos veces por semana. Obtiene la aprobación operativa, ese tipo de cosas, y Viên no está en eso". Aunque Trí y Kỳ se cruzaron a menudo en actos oficiales a partir de entonces, nunca se dieron la mano.
Trí fue acusado de estar involucrado en una red de contrabando de dinero en la misma época de su exitosa campaña en Camboya en 1970. Por aquel entonces, vivía en una amplia villa con piscina en Biên Hòa. Era conocido por su estilo extravagante, ya que llevaba un traje de camuflaje para la selva, una gorra negra de tres estrellas para indicar su rango, llevaba una pistola Smith & Wesson del calibre 38 de punta fina y siempre se le veía con un bastón de mando, que decía: "Lo uso para azotar al Viet Cong". Como teniente general, tuvo una actuación brillante como comandante del III Cuerpo durante la Invasión de Camboya de 1970, lo que le valió un sobrenombre elogioso por parte de los medios de comunicación estadounidenses como "the Patton of the Parrot's Beak".
A finales de febrero de 1971 se ordenó a Trí que se dirigiera al norte para tomar el mando de las asediadas fuerzas del I Cuerpo después de que la Operación Lan Som 719, una incursión en Laos en 1971, se desviara debido a la incompetente dirección del teniente general Hoàng Xuân Lãm. El 23 de febrero de 1971 el helicóptero de mando de Trí se estrelló poco después de despegar de la Base Aérea de Bien Hoa, matando a todos los que iban a bordo (excepto el fotoperiodista François Sully, que murió de sus heridas varios días después) y fue enterrado en el Cementerio Militar de Biên Hoa.